# Saison 15 d'Inspecteur Barnaby
Chronologie
Saison 14 Saison 16
Cet article présente la quinzième saison de la série télévisée Inspecteur Barnaby.

## Distribution
Acteurs principaux
- Neil Dudgeon : Inspecteur John Barnaby
- Jason Hughes : Sergent Ben Jones

Acteurs récurrents
- Fiona Dolman : Sarah Barnaby

## Liste des épisodes
1. Le cavalier sans tête
2. La liste noire

### Épisode 1:Le Cavalier sans tête
- Grande-Bretagne : 1er février 2012
- France : 24 mars 2013

- Grande-Bretagne : 6,91 millions de téléspectateurs
- France : 2 963 000 téléspectateurs (10,6 %)[1]

- William Gaunt (Ludo DeQuetteville)
- Eleanor Bron (Izzi DeQuetteville)

### Épisode 2:La Liste noire
- Grande-Bretagne : 2012
- France : 31 mars 2013

- Grande-Bretagne :
- France : 3 016 000 téléspectateurs (12,1 %)[2]

### Épisode 3:Le Principe d'incertitude
- Grande-Bretagne :
- France :

- Grande-Bretagne :
- France :

### Épisode 4:La Mort et les Divas
- Grande-Bretagne :
- France :

- Grande-Bretagne :
- France :

### Épisode 5:La Défense sicilienne
- Grande-Bretagne :
- France :

- Grande-Bretagne :
- France :

### Épisode 6:Leçon de cruauté
- Grande-Bretagne :
- France :

- Grande-Bretagne :
- France :